# Denise Milani
Denise Milani, pseudonimo di Denise Jacobi (Frýdek-Místek, 24 aprile 1976), è una modella ceca.

## Carriera
La carriera di Denise Milani inizia come modella quando si trasferisce dalla Repubblica Ceca a Los Angeles in California, dove inizialmente lavora come fisioterapista.
Nel 2005 viene assunta come modella dalla rivista online SPORTSbyBROOKS.  La Milani ha posato per decine di fotografie e video in costume da bagno, anche se i suoi fan hanno sottoscritto una petizione, affinché la modella posasse nuda.
In anni recenti, Denise Milani è stata ospite di vari eventi fra Los Angeles, Malibù, Boston e Miami. È inoltre stata la vincitrice del concorso "Ms Bikini World 2007" e nel 2009 è risultata essere una delle 100 donne più desiderate del mondo, secondo un sondaggio condotto dalla rivista AskMen. Nel 2011 ha partecipato al NPC Excalibur Bikini Championships tenutosi a Culver City in California, piazzandosi prima nella sua categoria.